# Эффект памяти аккумулятора
Эффект памяти аккумуляторной батареи — в настоящий момент под эффектом памяти понимается обратимая потеря ёмкости, имеющая место в некоторых типах электрических аккумуляторов при нарушении рекомендованного режима зарядки, в частности, при подзарядке не полностью разрядившегося аккумулятора. Название связано с внешним проявлением эффекта: аккумулятор как будто «помнит», что в предыдущие циклы работы его ёмкость не была использована полностью, и при разряде отдаёт ток только до «запомненной песочницы».

## Физическая основа эффекта
Причиной проявления эффекта памяти является укрупнение кристаллических образований активного вещества аккумулятора и, как следствие, уменьшение площади активной поверхности его рабочего вещества. Чем мельче кристаллические образования активного вещества аккумулятора, тем больше площадь поверхности кристаллических образований, а, следовательно, и максимального количества энергии, запасаемой аккумулятором, соответственно, при укрупнении кристаллических образований в процессе эксплуатации — площадь их поверхности уменьшается, при этом уменьшается максимальный ток разряда и увеличивается внутреннее сопротивление элемента. Крупные и острые кристаллы также значительно уменьшают расстояние между электродами, что приводит к большему саморазряду элемента. Такие кристаллы могут также проткнуть сепаратор, что приведёт к необратимому повреждению элемента.
Воздействию эффекта памяти подвержены NiCd-аккумуляторы и, в меньшей степени, Ni-MH-аккумуляторы и даже в некоторой степени Li-Ion-аккумуляторы. Хотя, как отмечают авторы исследования, для Li-Ion-аккумуляторов:

…фактически эффект крохотный: относительное отклонение в напряжении составляет всего несколько единиц на тысячу.
Оригинальный текст (англ.)The effect is in fact tiny: the relative deviation in voltage is just a few parts per thousand.

И речь идёт исключительно о принципиальном наличии эффекта, а не о его сколько-нибудь существенном влиянии на работу аккумулятора.

## Методы защиты от эффекта
Избежать эффекта памяти можно, если соблюдать режим использования аккумулятора: доводить аккумулятор до почти полной разрядки и только после этого его заряжать вновь. Желательно также не превышать рекомендованные заводом-изготовителем режимы заряда и разряда.
В определённой мере действие эффекта памяти обратимо: «тренировка» аккумулятора, то есть несколько циклов заряда до максимально возможной ёмкости и последующего полного разряда может приводить к восстановлению максимальной ёмкости до исходного или близкого к нему уровня. Очень хорошие результаты показывает метод заряда аккумуляторов переменным асимметричным током.
Некоторые современные зарядные устройства имеют функцию «доразряда» аккумуляторов перед зарядкой. При её активизации аккумулятор перед зарядкой подключается к нагрузке и рассеивает на ней остаток заряда. Блок зарядки включается только после того, как будет зафиксировано резкое падение тока через нагрузку, свидетельствующее о полном разряде.

## Типы аккумуляторов, подверженные эффекту памяти
- Никель-металл-гидридный (Ni-MH)
- Никель-кадмиевый (NiCd)
- Серебряно-цинковый аккумулятор
- Никель-цинковый (NiZn)
- Литий-ионный (Li-ion)[3][4] В этом типе аккумуляторов речь идёт исключительно о принципиальном наличии эффекта, нежели о сколько-нибудь заметном влиянии его на работу аккумулятора.